# Церковь в Ряаккюля
Церковь в Ряаккюля была спроектирована архитектором Эрнстом Лорманом и построена в 1849—1851 годах.
Эта церковь является пятой по счету в Ряаккюля, первые церкви были разрушены в результате пожаров.
Большой восьмиугольный купол поднимается из центра креста. К церкви примыкает двухэтажная башня. Два колокола церкви датируются 1851 годом. Церковь имеет высокие окна, на втором этаже и на концах башни они арочные, а в других местах плоские.
В церкви есть орган. Орган изготовлен органным заводом Kangasala в 1975 году, но фасад[уточнить] выполнен Албанусом Юрва в 1899 году.
Церковь была отремонтирована в 1984 году.
Ранее церковь ремонтировалась в 1915 и 1966 годах. Обшивка стен и сводов была выполнена под руководством архитектора Илмари Лауниса. Медная крыша была установлена в 1984 году. Петух на крыше уникален для церквей Восточной Финляндии.
Памятник на церковном кладбище участников войны был выполнен по проекту скульптора Теуво Котилайнена и открыт в 1961 году.
| Церковь в Ряаккюля | Братские могилы около церкви |